# موشکووینا
موشکووینا (به صربی: Muškovina) یک منطقهٔ مسکونی در صربستان است که در پریژپولجه واقع شده‌است. موشکووینا ۳۴ نفر جمعیت دارد.